# سترومبولي

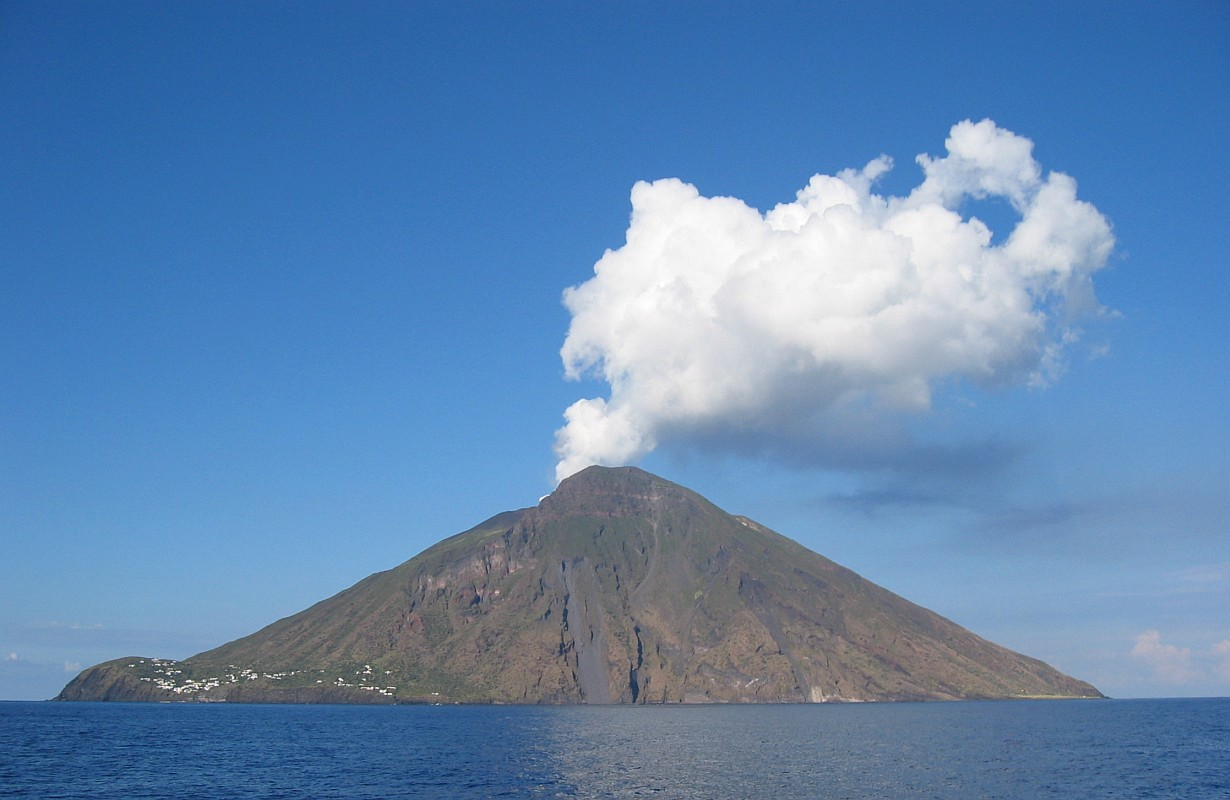
بركان سترومبولي

ثورة بركان سترومبولي

جزيرة سترومبولي أو جزيرة استرنجلو هي جزيرة صغيرة قرب جزيرة صقلية الإيطالية، تحوي بركانًا ثار في عام 1930م ليلقي بحمم بركانية تصل إلى طنّين. وكانت تلك أكثر ثوراته تدميراً على امتداد تاريخه المسجّل. فلم تكن هناك أي إشارات تحذيرية كما هي العادة بالنسبة للثورات البركانية وإنما انفجر البركان في ثورة عارمة مفاجئة ليطلق حممه وغازاته الملتهبة بأقصى قوة في أقل من ساعتين فقط. وقبل هذه الثورة كان البركان يبدو هادئاً وطبيعياً.
رغم أن ثورة البركان لم تستمر أكثر من يوم واحد فإنها أدت إلى مقتل ستة أشخاص وفقاً لسجلات ذلك الوقت وهو رقم كبير نسبياً بالإضافة إلى خسائر مادية جسيمة. وقد بدأت ثورة البركان تلك في الثامنة وعشر دقائق صباحا بصورة عنيفة غير معتادة وارتفع عمود من اللهب ليُضيء سماء هذا الجزء من جزيرة صقلية في هذا التوقيت المبكر من اليوم.
استمرت هذه المرحلة عشر دقائق فقط هدأت بعدها الأمور حتى التاسعة واثنتين وخمسين دقيقة عندما سمع سكان المناطق المحيطة بالبركان صوت انفجار هائل اندفع بعده طوفان الحمم البركانية ليكتسح كل ما يقابله. وأسفرت هذه الثورة عن تدمير عشرات المنازل في المناطق المحيطة به وتدمير مساحات شاسعة من الأراضي الزراعية. كما أدّت ثورة البركان إلى تكوين دلتا صغيرة بالقرب من الساحل من خلال سيل الحمم البركانية التي تجمّعت في هذه المنطقة.

## اقرأ أيضا
- صقلية
- بركان إتنا